# Kratieus
Kratieus (altgriechisch Κρατιεύς Kratieús) ist eine Person der griechischen Mythologie.
Kratieus ist lediglich in der Bibliotheke des Apollodor bezeugt. Er erscheint dort als Vater der Anaxibia, der Gattin des Nestor.